# Skaugum
Skaugum è la residenza ufficiale del principe ereditario Haakon di Norvegia e della moglie Mette-Marit. Si trova nel comune di Asker, alla periferia di Oslo.

## Storia
Nel Medioevo la tenuta era di proprietà della Chiesa. Nei secoli successivi appartenne a diversi proprietari, fino a venire acquistata da Fritz Wedel Jarlsberg nel 1909. Quest'ultimo la vendette a Olav V di Norvegia nel 1929: da allora, essa è nelle mani della famiglia reale norvegese.
Nel 1930 un incendio distrusse completamente l'edificio. La costruzione di un nuovo palazzo fu commissionata all'architetto norvegese Arnstein Arneberg, che ultimò i lavori nel 1932.
Nel 1968 re Olav donò Skaugum al figlio Harald V e alla nuora Sonja come regalo di matrimonio. Harald fece lo stesso nel 2001, cedendola al figlio Haakon Magnus, attuale erede al trono, e alla moglie Mette-Marit.